# Adebayo Akinfenwa
Adebayo Akinfenwa, właśc. Saheed Adebayo Akinfenwa, ps. The Beast (ur. 10 maja 1982 w Islington) – angielski piłkarz występujący na pozycji napastnika w klubie Faversham Town F.C. Wyróżnia się siłą fizyczną i wielką posturą.
Reprezentował kluby z lig angielskich, takie jak Doncaster Rovers, Torquay United, Millwall, czy Swansea City, Wycombe Wanderers, ale także zagraniczne kluby – FK Atlantas i Barry Town.

## Kariera klubowa

### Początki
Jako nastolatek dołączył do litewskiego klubu FK Atlantas. Do rozpoczęcia kariery w tamtym klubie namówił go jego agent, którego rodzina znała się z członkiem sztabu szkoleniowego litewskiego klubu. Anglik jednak na Litwie doświadczył prześladowań na tle rasowym od strony kibiców Atlantas. Zawodnik później skomentował sytuację słowami: „Przyjechałem z Londynu, gdzie nikt mnie nie lekceważył, to było po prostu bezczelne”. Po dwóch latach gry w FK Atlantas Anglik wrócił na wyspy brytyjskie, gdzie podpisał kontrakt z mistrzem Walii – Barry Town. W czasie gry w tej drużynie Adebayo zdobył Puchar Walii oraz Mistrzostwo Walii. W roku 2003 w klubie zaczął się kryzys finansowy, którego skutkiem było ograniczanie budżetu płacowego. W tym też roku napastnik rozwiązał swój kontrakt i dołączył do Boston United, gdzie w debiucie strzelił zwycięskiego gola przeciwko Swindon Town w ramach rozgrywek Football League Trophy. W drużynie Boston United piłkarz spędził miesiąc, po którym przeniósł się do Leyton Orient. Jednak po następnym miesiącu rozwiązał swój kontrakt i przeniósł się do Rushden & Diamonds F.C., a następnie w lutym 2004 roku do Doncaster Rovers. Był to jego piąty klub w jednym sezonie.

### Torquay United
W lipcu 2004 roku ponownie zmienił swój klub. Tym razem podpisał kontrakt z Torquay United, gdzie miał być zawodnikiem, który zastąpi Davida Grahama. Napastnik w sezonie 2004/05 wystąpił w 37 meczach ligowych i zaliczył 14 trafień, jednak to nie pozwoliło drużynie z Torquay utrzymać się w League Two (czwarty poziom ligowy w Anglii). Z tego powodu Adebayo nie podpisał nowego kontraktu po sezonie.

### Swansea City
W lipcu 2005 roku zmienił pracodawcę na Swansea City, gdzie strzelił pierwszego gola w swoim debiucie przeciwko Tranmere Rovers. Piłkarz został też pierwszym zawodnikiem, który strzelił gola dla drużyny Swansea na ich nowym stadionie Liberty Stadium. Napastnik przyczynił się do zdobycia Football League Trophy, strzelając zwycięskiego gola podczas finału rozgrywek przeciwko Carlisle United. Razem z klubem z Walii wywalczył szansę awansu do League One w play-offach, jednak jego klub odpadł po karnych. Adebayo grał w klubie regularnie aż do złamania nogi podczas meczu przeciwko Scunthorpe United.

### Millwall
Wraz z końcem sezonu 2006/07, Akinfenwa odrzucił ofertę nowego kontraktu od Swansea i chciał przenieść się do Swindon Town, jednak nie przeszedł testów medycznych w czerwcu 2007 roku. W listopadzie 2007 roku dołączył do angielskiej drużyny Millwall F.C., która występowała w rozgrywkach League One. Podpisał z klubem kontrakt przedłużany co miesiąc. Jednak po siedmiu występach w lidze, Adebayo nie strzelił żadnego gola i nie przedłużył kontraktu.

### Northampton Town
18 stycznia 2008 roku Akinfenwa podpisał kontrakt z Northampton Town, który obowiązywał do końca sezonu 2007/08. Napastnik zadebiutował w meczu przeciwko Swindon Town, którym strzelił bramkę pozwalającą Northampton zremisować tamten mecz. W sumie Adebayo wystąpił 88 razy w lidze i strzelił w niej 37 bramek.
Akinfenwa zakończył współpracę z klubem Northampton w maju 2010 roku.

### Gillingham
Adebayo 29 czerwca 2010 roku podpisał roczny kontrakt z Gillingham. Podczas swojego debiutu przeciwko Cheltenham Town strzelił debiutanckiego gola. Podczas swojego pobytu w drużynie The Gills, napastnik wystąpił w 44 meczach ligowych i strzelił 11 bramek.

### Powrót do Northampton Town
Akinfenwa powrócił na stadion Sixfields 25 maja 2011 roku. Anglik strzelił swojego pierwszego gola po powrocie przeciwko Bristol Rovers 16 sierpnia. 10 listopada 2012 roku w meczu przeciwko Accrington Stanley, Akinfenwa strzelił swojego pierwszego hat-tricka w profesjonalnej karierze.

### Powrót do Gillingham
Adebayo powrócił do popularnych The Gills 2 lipca 2013 roku na jeden sezon. Podczas swojego powtórnego pobytu w klubie, Akinfenwa wystąpił w 34 meczach ligowych i strzelił 10 goli.

### AFC Wimbledon
Akinfenwa ponownie zmienił klub 20 czerwca 2014 roku. Podpisał wtedy 14-miesięczny kontrakt z występującym w League Two AFC Wimbledon. W trzeciej rundzie FA Cup, napastnik strzelił wyrównującego gola w meczu przeciwko drużynie Liverpool, jednak jego drużyna przegrała 1:2. Adebayo przedłużył jeszcze swój kontrakt z klubem mimo zainteresowania jego osobą drużyn z League One i amerykańskiej ligi Major League Soccer.
Akinfenwa został zwolniony z kontraktu po wygranej w meczu finałowym play-offów o League One 30 maja 2016 roku.

### Wycombe Wanderers
Po rozstaniu się z klubem AFC Wimbledon, Adebayo podpisał roczny kontrakt z Wycombe Wanderers F.C., którzy występują w Championship.

## Statystyki kariery klubowej
(aktualne na dzień 30 kwietnia 2017)
| Klub               | Sezon   | Liga                 | Liga  | Liga | Puchar krajowy | Puchar krajowy | Puchar Ligi | Puchar Ligi | FL Trophy | FL Trophy | Europa | Europa | Ogółem | Ogółem |
| Klub               | Sezon   | Liga                 | Mecze | Gole | Mecze          | Gole           | Mecze       | Gole        | Mecze     | Gole      | Mecze  | Gole   | Mecze  | Gole   |
| ------------------ | ------- | -------------------- | ----- | ---- | -------------- | -------------- | ----------- | ----------- | --------- | --------- | ------ | ------ | ------ | ------ |
| FK Atlantas        | 2001    | A lyga               | 18    | 4    | 3              | 1              | –           | –           | –         | –         | 2      | 0      | 23     | 5      |
| FK Atlantas        | 2002    | A lyga               | 4     | 1    | 0              | 0              | –           | –           | –         | –         | 0      | 0      | 4      | 1      |
| Barry Town         | 2002/03 | Welsh Premier League | 8     | 6    | 1              | 0              | –           | –           | –         | –         | –      | –      | 9      | 6      |
| Barry Town         | 2003/04 | Welsh Premier League | 1     | 0    | 0              | 0              | –           | –           | –         | –         | 2      | 0      | 3      | 0      |
| Boston United      | 2003/04 | Third Division       | 3     | 0    | 0              | 0              | 0           | 0           | 1         | 1         | –      | –      | 4      | 1      |
| Leyton Orient      | 2003/04 | Third Division       | 1     | 0    | 1              | 0              | 0           | 0           | 0         | 0         | –      | –      | 2      | 0      |
| Rushden & Diamonds | 2003/04 | Second Division      | 0     | 0    | 0              | 0              | 0           | 0           | 0         | 0         | –      | –      | 0      | 0      |
| Doncaster Rovers   | 2003/04 | Third Division       | 9     | 4    | 0              | 0              | 0           | 0           | 0         | 0         | –      | –      | 9      | 4      |
| Torquay United     | 2004/05 | League One           | 37    | 14   | 1              | 0              | 1           | 0           | 2         | 2         | –      | –      | 41     | 16     |
| Swansea City       | 2005/06 | League One           | 34    | 9    | 1              | 0              | 1           | 1           | 6         | 5         | –      | –      | 42     | 15     |
| Swansea City       | 2006/07 | League One           | 25    | 5    | 4              | 1              | 1           | 0           | 1         | 0         | –      | –      | 31     | 6      |
| Millwall           | 2007/08 | League One           | 7     | 0    | 2              | 0              | 0           | 0           | 0         | 0         | –      | –      | 9      | 0      |
| Northampton Town   | 2007/08 | League One           | 15    | 7    | 0              | 0              | 0           | 0           | 0         | 0         | –      | –      | 15     | 7      |
| Northampton Town   | 2008/09 | League One           | 33    | 13   | 0              | 0              | 3           | 2           | 0         | 0         | –      | –      | 36     | 15     |
| Northampton Town   | 2009/10 | League Two           | 40    | 17   | 2              | 0              | 1           | 0           | 1         | 0         | –      | –      | 44     | 17     |
| Gillingham F.C.    | 2010/11 | League Two           | 44    | 11   | 1              | 0              | 1           | 0           | 0         | 0         | –      | –      | 46     | 11     |
| Northampton Town   | 2011/12 | League Two           | 39    | 18   | 1              | 0              | 1           | 0           | 1         | 0         | –      | –      | 42     | 18     |
| Northampton Town   | 2012/13 | League Two           | 41    | 16   | 2              | 0              | 2           | 0           | 3         | 1         | –      | –      | 48     | 17     |
| Gillingham F.C.    | 2013/14 | League One           | 34    | 10   | 2              | 0              | 1           | 0           | 0         | 0         | –      | –      | 37     | 10     |
| AFC Wimbledon      | 2014/15 | League Two           | 45    | 13   | 4              | 1              | 1           | 0           | 2         | 1         | –      | –      | 52     | 15     |
| AFC Wimbledon      | 2015/16 | League Two           | 38    | 6    | 0              | 0              | 1           | 0           | 0         | 0         | –      | –      | 39     | 6      |
| Wycombe Wanderers  | 2016/17 | League Two           | 41    | 12   | 4              | 2              | 1           | 0           | 5         | 4         | –      | –      | 51     | 18     |
| Ogólnie            | Ogólnie | Ogólnie              | 515   | 165  | 29             | 5              | 15          | 3           | 22        | 14        | 4      | 0      | 585    | 187    |

## Osiągnięcia

### Klubowe
FK Atlantas
- Puchar Litwy: 2000/01

Barry Town
- Welsh Premier League: 2002/03
- Puchar Walii: 2002/03

Swansea City
- Football League Trophy: 2005/06

AFC Wimbledon
- Football League Two Play-Offs: 2015/16

### Indywidualne
- Zawodnik roku Torquay United: 2005
- Zawodnik roku Northampton Town: 2010
- Zawodnik roku AFC Wimbledon: 2015[23]
- Zawodnik roku Wycombe Wanderers: 2017[23]